# Саража
Саража — река в России, протекает по Пудожскому району Карелии.
Исток — Нижнее Сарозеро, соединённое с Средним и Верхним Сарозёрами. Устье реки находится в 46 км по левому берегу реки Сомба. Длина реки составляет 14 км, площадь водосборного бассейна — 79 км².

## Данные водного реестра
По данным государственного водного реестра России относится к Балтийскому бассейновому округу, водохозяйственный участок реки — Водла, речной подбассейн реки — Свирь (включая реки бассейна Онежского озера). Относится к речному бассейну реки Нева (включая бассейны рек Онежского и Ладожского озера).
Код объекта в государственном водном реестре — 01040100412102000016906.